# Hirtella schultesii
Hirtella schultesii är en tvåhjärtbladig växtart som beskrevs av Ghillean `Iain' Tolmie Prance. Hirtella schultesii ingår i släktet Hirtella och familjen Chrysobalanaceae. Inga underarter finns listade i Catalogue of Life.